# Lucy Liu

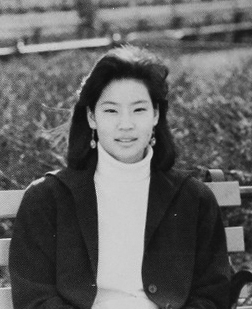
Liu v roce 1986

Lucy Alexis Liu (přechýleně Liuová; * 2. prosince 1968, New York, USA) je americká herečka, modelka, umělkyně a příležitostná režisérka a producentka čínského původu, která proslula především svým účinkováním v americkém seriálu Ally McBealová či ve filmech Charlieho andílci a Kill Bill.

## Život
Narodila se v New Yorku a až do svých pěti let mluvila pouze čínsky. Její rodiče byli imigranti a Lucy vyrůstala se svým starším bratrem Johnem Liu a starší sestrou Jenny Liu. Získala titul bakaláře na University of Michigan at Ann Arbor v oboru asijských jazyků a kultur. Herectví se věnuje od roku 1989, kdy obdržela roli ve školní hře Alenka v říši divů.

## Zajímavosti
Lucy Liu má v dolní části zad vytetovaného tygra.

## Filmografie

### jako herečka
Film
| Rok  | Název                                   | Role                   | Poznámky                 |
| ---- | --------------------------------------- | ---------------------- | ------------------------ |
| 1992 | Rhythm of Destiny                       | Donna                  |                          |
| 1993 | Protozoa                                | Ari                    | krátkometrážní film      |
| 1995 | Bang                                    | Prostitutka            |                          |
| 1996 | Jerry Maguire                           | Bývalá přítelkyně      |                          |
| 1997 | Za branami pekla                        | Cee-Cee                |                          |
| 1997 | Pilní zloději                           | Cathi Rose             |                          |
| 1997 | Mucholapka                              | Dot                    |                          |
| 1997 | V záběru                                | Žena v trafice         |                          |
| 1998 | Pravda zabíjí                           | Kashi                  |                          |
| 1999 | Odplata                                 | Pearl                  |                          |
| 1999 | Pravda zabíjí                           | Dívka v hračkářství    |                          |
| 1999 | Molly                                   | Brenda                 |                          |
| 1999 | Sexuální praktiky pozemšťanů            | Kamarádka (Lydia)      |                          |
| 1999 | Boxeři                                  | Lia                    |                          |
| 2000 | Tenkrát na východě                      | Princezna Pei Pei      |                          |
| 2000 | Charlieho andílci                       | Alex Munday            |                          |
| 2001 | Hotel                                   | Kawika                 |                          |
| 2002 | Tělo na tělo                            | Agent Sever            |                          |
| 2002 | Cypher                                  | Rita Foster            |                          |
| 2002 | Chicago                                 | Kitty Baxterová        |                          |
| 2003 | Charlieho andílci: Na plný pecky        | Alex Munday            |                          |
| 2003 | Kill Bill 2                             | O-Ren Ishii            |                          |
| 2004 | Legenda o Mulan 2                       | Mei (hlas)             |                          |
| 2005 | 3 jehly                                 | Jin Ping               |                          |
| 2005 | Domino                                  | Taryn Mills            |                          |
| 2006 | Nabít a zabít                           | Lindsey                |                          |
| 2007 | Krycí jméno: Čistič                     | Gina                   | také výkonná producentka |
| 2007 | Oběť: Lovec krve                        | Sadie Blake            |                          |
| 2007 | Špioni a biják                          | Violet                 |                          |
| 2008 | Rocket                                  | Anne                   |                          |
| 2008 | Kung Fu Panda                           | Zmije (hlas)           |                          |
| 2008 | Zvonilka                                | Silvermist (hlas)      |                          |
| 2009 | Zvonilka a ztracený poklad              | Silvermist (hlas)      |                          |
| 2009 | Red Light                               | Samu sebe/vypravěč     | také producentka         |
| 2010 | Zvonilka a velká záchranná výprava      | Silvermist (hlas)      |                          |
| 2010 | Nomadas                                 | Susan                  |                          |
| 2010 | Kung Fu Panda slaví svátky              | Zmije (hlas)           |                          |
| 2011 | Oddělen                                 | Dr. Doris Parker       |                          |
| 2011 | Blissovy trampoty                       | Andrea                 |                          |
| 2011 | Kung Fu Panda 2                         | Zmije (hlas)           |                          |
| 2011 | Someday This Pain Will Be Useful to You | Hilda Temple           |                          |
| 2012 | Zvonilka: Tajemství křídel              | Silvermist (hlas)      |                          |
| 2012 | Pěsti ze železa                         | paní Blossomová        |                          |
| 2014 | Zvonilka a piráti                       | Silvermist (hlas)      |                          |
| 2014 | Magic Wonderland                        | Princezan Ocean (hlas) |                          |
| 2014 | Příběh o princezně Kaguje               | Lady Sagami (hlas)     |                          |
| 2014 | Zvonilka a tvor Netvor                  | Silvermist (hlas)      |                          |
| 2016 | Kung Fu Panda 3                         | Zmije (hlas)           |                          |
| 2018 | Future World                            | Královna               |                          |
| 2018 | To zařídíme                             | Kirsten Stevens        |                          |
| 2020 | Stage Mother                            | Sienna                 |                          |

Televize
| Rok        | Název                                 | Role                             | Poznámky                                      |
| ---------- | ------------------------------------- | -------------------------------- | --------------------------------------------- |
| 1991       | Beverly Hills 90210                   | Courtney                         | díl: „Prošel / Neprošel“                      |
| 1993       | Právo v Los Angeles                   | Mai Lin                          | díl: „Foreign Co-Respondent“                  |
| 1994       | Hotel Malibu                          | Pracovnice hotelu                | díl: „Do Not Distrub“                         |
| 1994       | Coach                                 | Nicole Wong                      | 2 díly                                        |
| 1995       | Kutil Tim                             | Žena číslo 3                     | díl: „Mládenec roku“                          |
| 1995       | Herkules                              | Oi-Lan                           | díl: „The March to Freedom“                   |
| 1995       | Pohotovost                            | Mei-Sun Leowová                  | 3 díly                                        |
| 1996       | Detektiv Nash Bridges                 | Joy Powell                       | díl: „Genesis“                                |
| 1996       | Akta X                                | Kim Hsinová                      | díl: „Pekelné peníze“                         |
| 1996       | Každý den v akci                      | strážník Whin                    | 2 díly                                        |
| 1996–97    | Pearl                                 | Amy Li                           | hlavní role, 22 dílů                          |
| 1997       | The Real Adventures of Jonny Quest    | Melana (hlas)                    | 2 díly                                        |
| 1997       | Policie New York                      | Amy Chu                          | díl: „A Wrenching Experience“                 |
| 1997       | Riot                                  | Boomerova přítelkyně             | TV film                                       |
| 1997       | Dellaventura                          | Yuling Chong                     | díl: „Pilot“                                  |
| 1997       | Michael Hayes                         | Alice Woo                        | díl: „Slaves“                                 |
| 1998–02    | Ally McBealová                        | Ling Woo                         | hlavní role (2.,5. řada), 72 dílů             |
| 2000       | MADtv                                 | Samu sebe                        | 1 díl (s06e06)                                |
| 2000       | Saturday Night Live                   | Samu sebe                        | díl: „Lucy Liu/Jay-Z“                         |
| 2001–02    | Futurama                              | Samu sebe(hlas)                  | 2 díly                                        |
| 2001       | Sex ve městě                          | Samu sebe                        | díl: „Pozdě bycha honit“                      |
| 2002       | Tatík Hill a spol.                    | Tid Pao Souphanousinphone (hlas) | díl: „Bad Girls, Bad Girls, Whatcha Gonna Do“ |
| 2004       | Jackie Chan Adventures                | dospělá Jade Chan (hlas)         | díl: „J2: Rise of the Dragons“                |
| 2004       | Game Over                             | Raquel Smashenburn (hlas)        | 6 dílů                                        |
| 2004–07    | Maya a Miguel                         | Maggie Lee (hlas)                |                                               |
| 2004–05    | Joey                                  | Lauren Beck                      | 3 díly                                        |
| 2005       | Clifford's Puppy Days                 | Teacup, paní Glenová (hlas)      | díl: „Adopt-a-Pup/Jokes on You“               |
| 2005       | Simpsonovi                            | Madam Wu (hlas)                  | díl: „Čínskej nášup“                          |
| 2007       | Ošklivka Betty                        | Grace Chin                       | 2 díly                                        |
| 2008       | Cashmere Mafia                        | Mia Mason                        | hlavní role, 7 dílů                           |
| 2008       | Ben & Izzy                            | Yasmína (hlas)                   |                                               |
| 2008–09    | Dirty Sexy Money                      | Nola Lyons                       | hlavní role, 13 dílů                          |
| 2008       | Vánoce v New Yorku                    | Leova matka (hlas)               | TV film                                       |
| 2009       | Afro Samurai: Resurrection            | Sio (hlas)                       | TV film                                       |
| 2010       | Kung Fu Panda slaví svátky            | Zmije (hlas)                     | televizní speciál                             |
| 2010       | Vezmi si mě                           | Rae Carter                       | limitovaný seriál, 2 díly                     |
| 2011       | Zvonilka a Velké hry                  | Silvermist (hlas)                | televizní speciál                             |
| 2011–16    | Kung Fu Panda: Legends of Awesomeness | Zmije (hlas)                     |                                               |
| 2012       | Policajti z L. A.                     | Jessica Tang                     | 10 dílů                                       |
| 2012–2019  | Jak prosté                            | Joan Watson                      | hlavní role, 154 dílů                         |
| 2013       | Pixie Hollow Bake Off                 | Silvermist (hlas)                | televizní krátkometrážní film                 |
| 2016       | Girls                                 | Detective Mosedale               | díl: „Japonsko“                               |
| 2017       | Difficult People                      | Veronica Ford                    | 4 díly                                        |
| 2017       | Sezame, otevři se                     | hostující hvězda                 | díl: „Cinderella's Slippery Slippers“         |
| 2017       | Michael Jackson's Halloween           | Conformity (hlas)                | televizní speciál                             |
| 2018       | Zvířátka                              | Yumi (hlas)                      | 3 díly                                        |
| 2019–dosud | Why Women Kill                        | Simon                            | hlavní role                                   |

Videohry
| Rok  | Název            | Role        | Poznámky |
| ---- | ---------------- | ----------- | -------- |
| 2001 | SSX Tricky       | Elise Riggs |          |
| 2003 | Charlie's Angels | Alex Munday |          |
| 2012 | Sleeping Dogs    | Vivienne Lu |          |

### jako režisérka
| Rok     | Název                                     | Role                       | Poznámky |
| ------- | ----------------------------------------- | -------------------------- | -------- |
| 2011    | Meena                                     | krátkometrážní film        |          |
| 2014-17 | Elementary                                | 4 díly                     |          |
| 2015    | Graceland                                 | díl: „Master of Weak Ties“ |          |
| 2018    | Luke Cage                                 | díl: „Soul Brother #1“     |          |
| 2019    | Zákon a pořádek: Útvar pro zvláštní oběti | díl: „Dearly Beloved“      |          |